# 布瑞·蒙蒂·普赖尔
布瑞·蒙蒂·普赖尔(Boori Monty Pryor，1950年7月- )，是一位澳大利亚原住民作家，以一位故事讲述者和首届澳大利亚儿童奖得主（2012-2013 年） 而闻名。

## 人物经历
早年生活
布瑞是北昆士兰Kungganji人和Birri-Gubba人的后裔。
1950年七月，布瑞在汤斯维尔出生。布瑞在位于昆士兰州东海岸的汤斯维尔市郊区长大，布瑞曾表示，该地区曾经为Wulgurukabba人所有，但这片区域成为了昆士兰州第一个由于殖民导致原住民人口骤降的地区。
教育经历
布瑞幼年时在汤斯维尔接受了正规的教育。  布瑞是第一批进入汤斯维尔皮姆利科高中接受教育的原住民学生之一。布瑞高中时在体育方面表现出色，曾作为未成年组篮球队的成员参加州锦标赛。高中的老师大都对布瑞很好，但是一位设计课老师曾将布瑞推到墙上并殴打布瑞。布瑞的父亲在得知此事后来到学校与老师对峙并回击了老师。
读完高中后，布瑞没有获得毕业证书，他做了一名建筑工人。三个月后，布瑞返回学校重新学习以取得高中的毕业证书。
就业经历
布瑞在上学期间从事过许多兼职工作。他曾在一家软饮工厂包装板条箱，还曾经做过甘蔗剥皮工人。十六岁时，他开始在罗斯河肉类加工厂担任屠夫。
读完高中后，布瑞并未能取得毕业证书，有人为他安排了一份建筑工人的工作，但他只在这个岗位上工作了几个月，因为他无法忍受搅拌水泥的声音。布瑞随后返回学校并最终取得了毕业证书。
布瑞毕业后，他申请做一名电工学徒，但当地的电工拒绝雇佣他而接受了他资质较差的白人朋友，这让他感到很沮丧。最终，布瑞在另一家公司找到了司机和仓库管理员的工作。
布瑞后来成为了一名空军飞行员。
十八岁时，布瑞离开了汤斯维尔，随空军搬到了阿德莱德。布瑞加入了一个空军训练营，他在空军的训练营中学到了很多东西并与同事们建立了深厚的友谊。
布瑞加入了空军的橄榄球队，并获得了霍索恩足球俱乐部的一个职位，但他决定不接受这个工作。
在从空军退伍前，布瑞开始兼职做走秀模特，在墨尔本皇家展览馆参与一个促销活动时，他获得了在阿尔比恩查尔斯酒店（Albion Charles Hotel）工作的机会。
两年后，布瑞从酒店辞了职。接下来的十二年中他一直在一家位于墨尔本的夜总会担任DJ，这是一个竞争激烈的岗位，但他出色的能力使他保住了这份工作。
后来布瑞在位于珀斯的一家重新开业的夜总会找到了一份更好的工作，然而当他到达珀斯后，他的雇主由于他的种族而拒绝了他，并表示虽然他们想找一名黑人DJ，但不想吸引原住民客户。
布瑞回到了墨尔本，但他很难克服尴尬和被拒绝的感觉。他的父亲联系了人权委员会，委员会受理了他因种族被拒绝的事件。大约一年半后，委员会取得了成功，布瑞受到了赔偿。
布瑞后来从事了表演工作。
1986年，布瑞与他的兄弟保罗·普赖尔（Paul Pryor)一起出演了《太阳的女人》（Women of the Sun)
在布瑞的兄弟保罗自杀去世后，布瑞和他的表弟乔·盖亚一起接替了他在学校的表演工作。他们度过了六年多的表演生活，并在澳大利亚各个地区为各个年龄段的人表演过。
布瑞为自己的表演感到自豪并从与他一起工作的人们身上学到了很多东西。
后来，布瑞开始写书，他出版了很多书籍并成为了一名著名作家。1998年，布瑞所著的书籍《也许明天》（"Maybe Tomorrow")出版。
布瑞长期向澳大利亚的各个学校传播澳大利亚原住民文化并表演舞蹈和迪吉里杜管,讲解书籍等。
布瑞也到各处去发表演讲、举办活动。
布瑞至今还经常去各个学校举行研讨会（Workshop,同时也有作坊的意思），如在2023年九月，布瑞前往了位于悉尼的高嘉华高中,布瑞已经连续三年前往该校举行活动了。
兄弟的死
布瑞的兄弟保罗在墨尔本上吊自杀。
布瑞的两位兄弟先后自杀使得布瑞受到了很大刺激，尤其是保罗的死，因为布瑞亲眼看到了他的尸体。布瑞甚至考虑过也结束自己的生命。
后来他的妹妹金也自杀了。

## 信仰
布瑞在一个天主教家庭长大，他同时还有很多原住民的信仰，他相信他的原住民宗教观点与天主教是兼容的。
布瑞相信原住民具有以非语言方式互相交流和与自然环境交流的能力，他声称“沟通”曾经非常强大，但由于原住民社会受到各种影响而被削弱。
由于目睹了原住民社区的苦难，布瑞从小就决定不喝酒或抽烟。

## 家庭
布瑞的母亲Dot是一位来自Yarrabah的Kunggandji人，她的曾祖父是一位英国传教士的儿子，后来因为与原住民妇女有染而被逐出传教团。但几十年后，他的亲戚们接纳了布瑞的母亲为家人。
她的两个儿子和一个女儿先后自杀使她精神崩溃。
布瑞有四个兄弟和七个姐妹。
布瑞的父亲是蒙蒂·普赖尔，曾在年轻时因为拒绝称呼一位白人为“先生”而受到士兵惩罚，他拒绝接受惩罚并与士兵产生了肢体冲突。后来他为一位意大利甘蔗农工作，这位农夫对他十分友善并成为了他的教父。
布瑞的父亲是一位优秀的员工并十分擅长体育，尤其是拳击。他在社区里赢得了良好的声誉。

## 人物荣誉
1990年，布瑞因对原住民文化的杰出贡献而获得国家原住民和岛民日纪念委员会（NAIDOC)奖。
布瑞是2012年澳大利亚国家阅读年的大使。
他的许多著作也获得了各种奖项。

## 著作
绘本
《Shake a leg》，由简·奥默罗德绘制2010年出版，在2011年获得了总理文学奖（PMLA)
《故事医生》(Story Doctor)，2021年出版，丽塔·辛克森绘制。
青少年小说
《我的吉拉共吉》（My Girragundji，Girragundji是Kunggandji语，意为“绿色树蛙”)，讲述了一个原住民男孩和一只绿色树蛙对抗毛人（Hairyman,一种传说生物）的故事，与Meme·麦当劳合著，1998年出版，澳大利亚儿童图书委员会奖获奖书目。
《宾那宾那人》(Binna Binna Man)，与Meme·麦当劳合著，讲述了一个原住民男孩在城市生活和原住民生活之间徘徊的故事，1999年出版，荣获2000年民族事务委员会奖。
《太阳恩朱尔》（Njunjul the Sun)，讲述了一名原住民青年离开家乡前往大城市的故事，与Meme·麦当劳合著，2002年出版。
《捕蝇草》（Flytrap)，与Meme·麦当劳合著，讲述了主人公南希因想成为学校中的焦点而告诉其他人她有一颗捕蝇草的故事，2002年出版。
其他
《也许明天》(Maybe tomorrow)，与Meme·麦当劳合著，1998年出版。

## 影视
2018年，澳大利亚ABC iview推出了连续剧《Wrong Kind of Black》，由布瑞创作，该连续剧以他的生活为基础。
2019年一部名为《故事守护者》（Story Keeper)的电影以他的生活为基础创作。
目前，一部关于布瑞的纪录片正在众筹制作。